# Torre Rognosa
La Torre Rognosa, también llamada Torre del Podestá, es una torre medieval ubicada en la localidad italiana de San Gimignano, unida al Palacio Viejo del Podestá, un edificio del siglo XIII. Tiene una altura de 51 metros.

## Historia
La localidad vivió hasta mediados del siglo XIV un período de riqueza económica y artística gracias a los mercaderes y a los peregrinos que recorrían la vía de San Francisco.[cita requerida] Alrededor del año 1300, San Gimignano contaría con alrededor de setenta torres, igual al número de familias adineradas del territorio,[cita requerida] aunque hoy en día solo cuenta con trece.
En la Edad Media, cuanto más se elevaba la torre, mayor rango adquiría la familia propietaria, de forma que el gobierno de la ciudad tuvo que limitar la altura a cincuenta metros  y esta era la altura alcanzada por la Torre Rognosa, la torre del palacio donde vivía el gobernador del municipio o podestá, que era el título que recibían los gobernantes de muchas ciudades italianas.

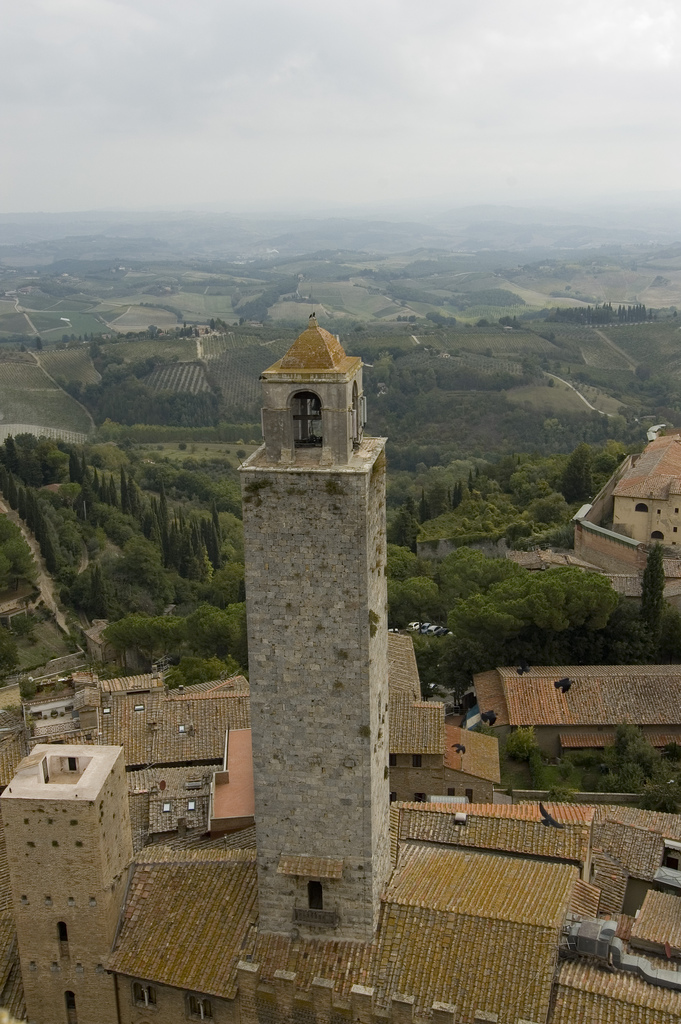
Torre la Rognosa
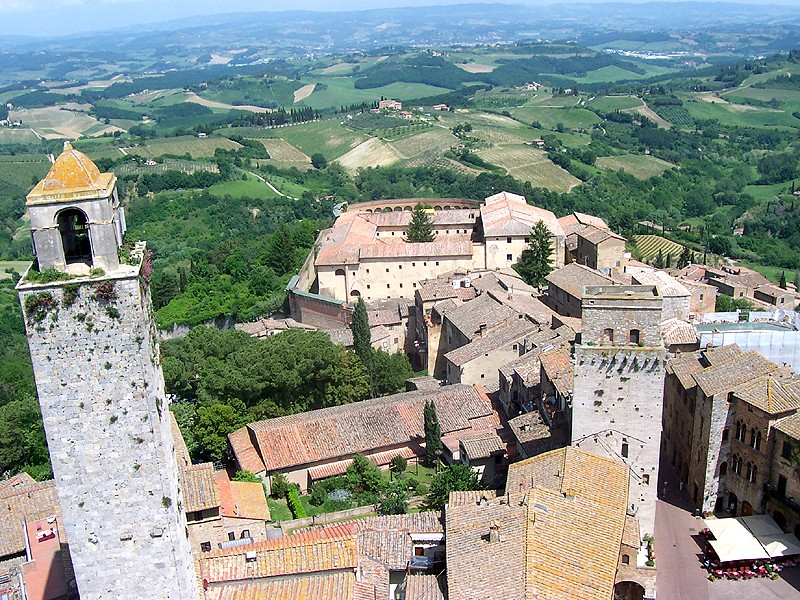
Vista aérea de la Torre Rognosa y la Plaza del Duomo
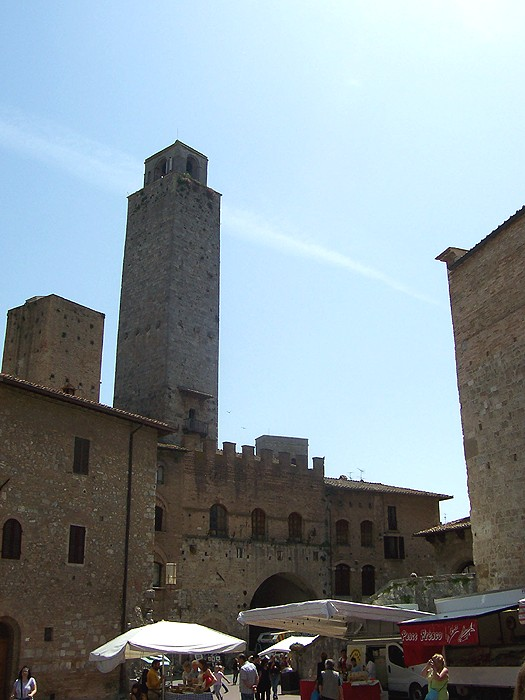